# USAC National Championship 1982/1983
USAC National Championship 1982/1983 var ett race som kördes över fyra omgångar. Poängsystemet med poäng efter hur många miles tävlingen körts över, gjorde att Tom Sneva vann titeln efter att ha vunnit Indianapolis 500 1983, trots att det var hans enda start i mästerskapet.

## Delsegrare
| Datum       | Bana             | Vinnare           |
| ----------- | ---------------- | ----------------- |
| 14 augusti  | Springfield      | Bobby Olivero     |
| 6 september | DuQuoin          | Gary Bettenhausen |
| 4 december  | Nazareth         | Keith Kauffman    |
| 29 maj      | Indianapolis 500 | Tom Sneva         |

## Slutställning
| Plats | Förare            | Poäng |
| ----- | ----------------- | ----- |
| 1     | Tom Sneva         | 1000  |
| 2     | Al Unser          | 800   |
| 3     | Rick Mears        | 700   |
| 4     | Geoff Brabham     | 600   |
| 5     | Mark Alderson     | 560   |
| 6     | Kevin Cogan       | 500   |
| 7     | Joe Saldana       | 422   |
| 8     | Gary Bettenhausen | 406   |
| 9     | Howdy Holmes      | 400   |
| 10    | Ken Schrader      | 360   |